# Новий курс

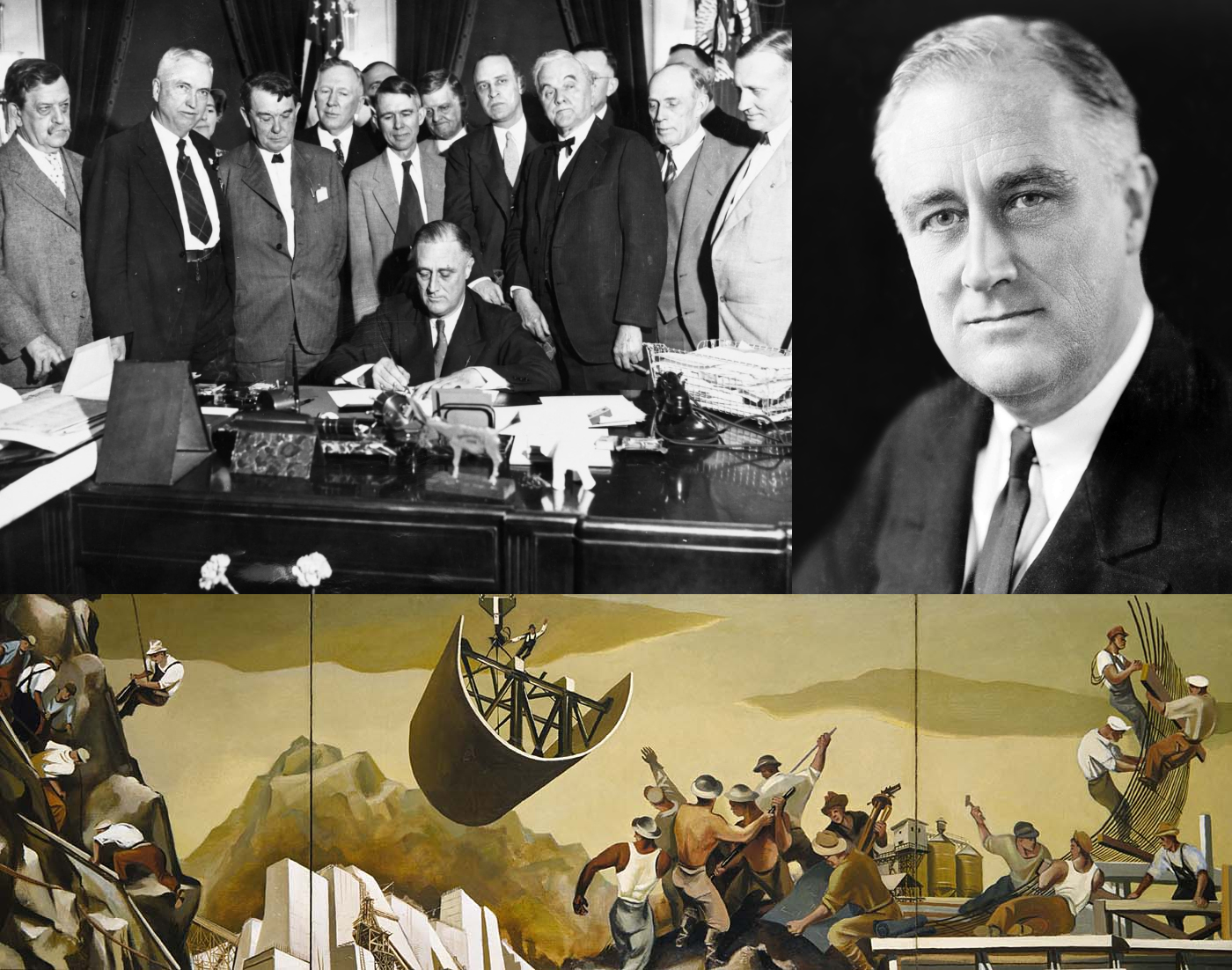
Ліворуч вгорі: Підписання документів про створення державної корпорації «Адміністрація долини Теннессі» (Tennessee Valley Authority), частини плану реалізації Нового курсу, травень 1933.
Праворуч вгорі: Президент США Франклін Делано Рузвельт, засновник і ідеолог програми Нового курсу.
Внизу: Громадські роботи на фресці, присвяченій Новому курсу.

Новий курс (англ. New Deal — «Нова угода») — заходи із запровадження централізованого планування і стимулювання економіки США, які здійснювалися адміністрацією президента США Франкліна Делано Рузвельта задля подолання Великої депресії в 1933-1940.
Ні сам президент Рузвельт, ні його найближче оточення не мали конкретного плану дій. «Новий курс» являв собою, по суті, комплекс окремих, не завжди пов'язаних між собою, заходів і ідей, які пропонувалися мало не щодня. Як правило, деякі з них нашвидкуруч затверджувалися Конгресом, а потім лягали в основу президентської програми.
Термін «Новий курс», підхоплений газетярами і розрекламований оточенням Рузвельта, мав швидше пропагандистське значення.
Коли Франклін Рузвельт прийшов до влади, американці були мало не в розпачі. Ніхто не міг взяти кредит. Безробіття сягнуло 25% і навіть більше у великих промислових машинобудівних центрах. Аграрний сектор переживав ще гострішу кризу. Фермери не могли продати свою продукцію. Серія пилових бур (англ. dust bowl) завдала селянам величезних збитків, позичальники тисячами втрачали права на землю та нерухомість Безробіття залишалось на вкрай високому рівні навіть у 1939 і почало скорочуватися тільки з 1941.
Після смерті Рузвельта, зусиллями лівих політичних сил, його образ зазнав звеличування та прославлення, так само як й образ його «Нового курсу». Понині не існує одностайності серед економістів щодо того, чи сприяв «Новий курс» подоланню Великої депресії, чи він тільки поглибив її.

## Передумови

Валовий внутрішній продукт США, 1920-1940, в млрд доларів

Кредитна криза, яка розпочалась після обвалу на Нью-Йоркській біржі в жовтні 1929, призвела до наростання в США, а згодом і в усьому світі, глибокої економічної, а згодом і політичної кризи. Спроби американської влади підтримати промисловість США захисним митом (Закон Смута-Хоулі про мита), викликали ланцюгову реакцію у провідних країнах світу, що призвело до обвалу зовнішньої торгівлі і зіштовхнуло економіку в депресію.
У листопаді 1932 за цих обставин відбулися чергові президентські вибори. Перемогу на виборах отримав представник демократичної партії Франклін Рузвельт, який виступив з програмою «Нового курсу».
2 липня 1932 погодився балотуватись у президенти США від Демократичної партії і пообіцяв «нову угоду з американським народом». Цей вислів став означенням програм економічної політики і президентського курсу Рузвельта щодо виходу з Великої депресії.

## Антикризова політика у світі

### Європа
- Велика Британія не змогла сформувати державної політики стимулювання економіки, як наслідок в 1931 лейбористи програли вибори в парламент і до влади прийшла консервативна коаліція. Масових програм з державного стимулювання економіки, подібних до «Нового курсу», Британія не проводила.
- Франція переживала чергову політичну кризу Третьої республіки; Народний фронт, який сформував уряд на чолі з Леоном Блюмом, намагався проводити соціальні й економічні реформи.
- В Німеччині зазнав краху політичний режим Веймарської республіки і на хвилі боротьби з кризою до влади в 1933 прийшла Націонал-соціалістична партія Німеччини, а її лідер Адольф Гітлер став канцлером. Було посилено ролі держави в економіці, контроль над банківським сектором, розгорнута масштабна програма громадських робіт, а також впроваджено державне замовлення для оборонної промисловості.
- В Італії Беніто Муссоліні посилив економічний контроль держави над великими корпораціями, цінами і розгорнув серію масштабних громадських робіт з будівництва доріг, осушування боліт тощо.
- У СРСР Йосип Сталін реалізовував масштабний план модернізації економіки, реконструкції та створення нових промислових потужностей. Необхідність значних коштів для інвестицій в умовах депресії та падіння цін на сировинні ресурси та зерно (основні предмети експорту СРСР) змусило керівництво країни вдатись до конфіскації збіжжя в населення, щоб наростити експорт, що стало однією з причин Голодомору[11].

## Перший Новий курс: 1933—1935

### Перші сто днів
Заступивши на посаду, Рузвельт закликав країну до «сміливих і наполегливих експериментів», до пошуку «нових способів подолання труднощів». Президент неодноразово заявляв своє кредо: 
|  | Головне — пробувати що-небудь |

Президент негайно вніс до Конгресу і дістав схвалення 70 законодавчих актів, направлених на порятунок грошово-кредитної та банківської системи, оздоровлення промисловості, сільського господарства та торгівлі. Всі ці заходи отримали назву «першого Нового курсу» (англ. First New Deal), суть якого полягала в проведенні державно-монополістичного регулювання економіки.
Рузвельт провів більше 20 радіоефірів, у яких виступав "психологом" для нації. За новим курсом були введені громадські роботи за 1$ в день. Під час цих робіт було збудовано майже 600 000 км доріг, майже 100 000 танків, 300 аеродромів, 300 000 літаків. Також було скасовано "Сухий закон", який не дозволяв виробництво та продаж алкоголю. Збільшений податок на надприбуток: з 25% до 60%. Він буде скасовано лише адміністрацією Рональда Рейгана у 1980-х в рамках "рейганоміки", що призведе до пожвавлення економіки.

### Порятунок банків
У березні 1933 банківська система США була на  межі краху. 5 березня 1933, наступного дня після інавгурації, Рузвельт оголосив на тиждень банківські канікули (англ. Bank holiday). А вже 16 березня прийнятий банківський закон (англ. Banking Act 1933).
Закон розділив інвестиційні та комерційні банки (в такому вигляді система проіснувала до 1999). Комерційним банкам було заборонено гарантувати інвестиційні позики, займатись розміщенням та іншими операціями з цінними паперами. Були посилені регуляторні функції Федеральної резервної системи.
Розпорядженням президента заборонено вільний обіг золота в країні. Під страхом позбавлення волі на 10 років і штрафу в $10 000 американців примусили обміняти золото вартістю понад 100$ на паперові купюри за встановленим державою курсом.

### Оздоровлення реального сектора економіки
За ініціативою президента створена Національна Адміністрація Відновлення Промисловості (НІРА), якою запроваджені «Кодекси чесної конкуренції». У відповідність з цим в американській промисловості, розділеній на 17 груп, встановлювалися монопольні ціни, визначалися умови торгового кредиту, обсяг продукції, розподілялися ринки збуту. Основна умова «Кодексів чесної конкуренції» полягала в забороні продажу товарів нижче встановлених «Кодексами» цін. Закон передбачав встановлення мінімуму заробітної платні, максимум тривалості робочого дня, укладення колективних договорів, право на створення профспілок, надання допомоги багатомільйонній армії безробітних. Для виходу з сільськогосподарської кризи в травні 1933 прийнятий закон про допомогу фермерам і створена Адміністрація з регулювання сільського господарства (ААА). Цей орган регулював ціни на сільськогосподарські продукти та встановлював обсяг виробництва. Заохочувалося скорочення фермерами посівних площ.
Декілька штатів прийняли власні «Малі Нові курси» (англ. Little New Deal). Штати намагались доповнити «Новий курс» на федеральному рівні роботою на місцях. Зокрема, шляхом створення агентств з надання допомоги на місцях, регулювання бізнесу, трудового законодавства, пільг з безробіття та прогресивного оподаткування. Найсуттєвіші закони були прийняті в Луїзіані, Каліфорнії, Мічигані, Нью-Йорку, Вісконсині та Пенсільванії.
В цілому заходи скоротили безробіття з 24,9% в середині 1933 до 20,1% в середині 1935.

### Закон про відновлення промисловості
16 червня 1933 з ініціативи адміністрації Рузвельта прийнято "Закон про відновлення промисловості". Суть закону полягала у наступному:
1. Встановлення максимальної тривалості трудового дня та тижня; встановлення мінімальної заробітної плати, оплата понаднормових робіт за полуторною ставкою, заохочування створення профспілок і укладення ними колективних договорів з адміністрацією.
2. Вся американська промисловість розділена на 17 груп, для кожної з яких визначалися закупівельні ціни, ринки збуту, обсяг продукції. Для компаній всередині цих груп було розроблено кодекси чесної конкуренції (більше 560). Закон суттєво пом'якшував дію антитрестовських законів. Компанія, яка дотримувалася положення про чесну конкуренцію (його головна вимога - не демпінгувати, дотримуватися встановленого мінімуму цін), могла збільшувати частку ринку й не побоюватися що її примусово розділять.
3. Запровадження громадських робіт для безробітних за рахунок будівництва об'єктів транспортної (дороги, мости, тунелі, аеропорти) і громадської (школи, шпиталі, парки) інфраструктури.

Вже в 1935 противники політики Рузвельта спромоглися через Верховний суд визнати цей закон таким, що суперечить Конституції США. Але частину положень Рузвельту вдалося повернути після зміцнення позицій у Конгресі і нового витку кризи наприкінці 1930-х.

## Другий Новий курс:1935-1940
Другий етап «Нового курсу» розпочався зі звернення Франкліна Рузвельта до Конгресу 4 січня 1935, у якому він запропонував створити систему соціального страхування та збільшити обсяги громадських робіт для безробітних. Найпродуктивнішою щодо прийняття рішень виявилась середина 1935.
Якщо на першому етапі впровадження Нового курсу уряд намагався управляти економікою за допомогою федеральних агентств і регламентування промисловості, то «Другий Новий курс» цілком сприймав реалії ринкової економіки, заснованої на підприємницькій ініціативі.
Уряд прагнув регулювати господарську діяльність за допомогою антитрестових законів і державного регулювання. Тим не менше уряд продовжував регулювати аграрний сектор, встановлюючи розміри квот, щоб обмежити виробництво, на федеральній владі також лежала відповідальність за дотримання паритету товарних цін.
Характерною особливістю Другого Нового курсу стало законодавче запровадження і значне розширення соціальних прав і гарантій найманих працівників.

### Рецесія 1937 року
Після економічного спаду в 1937—1938, у якому виникли скорочення урядом державних видатків, адміністрація Рузвельта була готова стимулювати споживчий попит, незважаючи на дефіцит бюджету.
Вважається, що «Новий курс» закінчився в 1940, коли увага адміністрації Рузвельта перемкнулась на міжнародні проблеми та переозброєння.

## Критика Нового курсу
Деякі дослідники вказують на те, що через запровадження політики Нового курсу, відновлення економіки після Великої депресії виявилось повільнішим та болючішим, ніж очікувалось.
- Заходи уряду Рузвельта в області сільського господарства сприяли його концентрації і розоренню дрібних фермерів.
- Початок діяльності президента збігся із закінченням світової економічної кризи. Інші країни вийшли з кризи без яких-небудь спеціальних заходів, подібних до «Нового Курсу».
- Найбільші монополісти США, після того, як пройшла вища точка кризи і почалося економічне пожвавлення, виступили проти антикризового законодавства Рузвельта. у 1935—1936 на вимогу монополій Верховний Суд США скасував закони про діяльність НІРА і ААА. Спроба капіталістичного планування у вигляді «Нового Курсу» виявилася неспроможною.

Рупор підприємницьких кіл двопартійна «Американська ліга свободи» критикувала Новий курс за придушення свободи підприємництва та нарощування державного боргу, і в той же час прихильники Х'юї Лонга, Чарльза Кофліна та Френсіса Таунсенда вимагали радикальніших заходів щодо стимулювання економіки.
До самого початку Другої світової війни успіхи «Нового курсу» мали дуже відносний характер, і лише викликане війною зростання військових замовлень, мілітаризація економіки, ленд-ліз, мобілізація значної частини контингенту робітників і фермерів в армію ліквідували недовантаженість промислових підприємств і безробіття. Вони дозволили підняти добробут тих, хто працював на покриття військових потреб і союзницьких зобов'язань.
Одним з критиків «Нового курсу» був Леонард Рід (1898-1983) —  один з найвідоміших популяризаторів ідей вільної економіки у США, засновник Фонду економічної освіти (FEE). 
Джон Флінн (John T. Flynn), американський економічний журналіст, видав книгу "Міф про Рузвельта" (The Roosevelt Myth), в який він розвінчує міф про велич Рузвельта у подоланні Великої депресії.

## Наслідки
- Почав працювати соціальний захист.
- Зменшення кількості банків.
- Працевлаштування більшості безробітних (штучне, за рахунок громадських робіт).
- Виникнення «молодіжної політики», як політичного феномену (молодь потрібно було чимось зайняти, аби вона не збільшувала пропозицію на ринку праці, збільшуючи безробіття).
- Збільшення терміну навчання у середній школі з 10 до 12 років задля відтягування часу виходу молоді на ринок праці.
- Девальвація долара США.